# TRPM7
مجرای کاتیونی پتانسیل گیرنده گذرا، زیرگروه M، عضو ۷ (انگلیسی: Transient receptor potential cation channel, subfamily M, member 7) یک پروتئین است که در انسان توسط ژن «TRPM7» کُدگذاری می‌شود.
این پروتئین‌ها نوعی مجرای یونی هستند که ورود کلسیم به سلول را میانجی‌گری می‌کنند.

## اهمیت بالینی
اختلال در این ژن سبب بروز کمبود منیزیم در دیوارهٔ درون‌رگی مویرگ‌های انسان می‌شود.
پژوهش‌های اخیر نشان داده‌است که این پروتئین ممکن است یکی از اهداف دارویی مهم در درمان بالقوهٔ سکته‌های مغزی ایسکمیک باشد.

## برای مطالعهٔ بیشتر
- Chubanov V, Gudermann T, Schlingmann KP (2005). "Essential role for TRPM6 in epithelial magnesium transport and body magnesium homeostasis". Pflügers Arch. 451 (1): 228–34. doi:10.1007/s00424-005-1470-y. PMID 16075242.
- Clapham DE, Julius D, Montell C, Schultz G (2005). "International Union of Pharmacology. XLIX. Nomenclature and structure-function relationships of transient receptor potential channels". Pharmacol. Rev. 57 (4): 427–50. doi:10.1124/pr.57.4.6. PMID 16382100.
- Penner R, Fleig A (2007). "The Mg2+ and Mg(2+)-nucleotide-regulated channel-kinase TRPM7". Handb Exp Pharmacol. Handbook of Experimental Pharmacology. 179 (179): 313–28. doi:10.1007/978-3-540-34891-7_19. ISBN 978-3-540-34889-4. PMC 5663631. PMID 17217066.